# Планоевич, Милева
Милева «Лула» Планоевич (серб. Милева Лула Планојевић; 30 декабря 1919, Гуча — 16 мая 2003, Чачак) — югославская женщина-политик, деятельница СР Сербии и СФРЮ, партизанка Народно-освободительной войны Югославии.

## Биография
Родилась 30 декабря 1919 года в Гуче. Окончила начальную школу в родном месте и гимназию в Чачаке. Позже обучалась на философском факультете Белградского университета. Ещё будучи ученицей Чачакской гимназии, вступила в революционное молодёжное движение, участвовала также в революционном движении среди студентов университета. С августа 1940 года состояла в Коммунистической партии Югославии, работала в Белградском городском комитете в Комиссии по работе среди учащихся средних школ. В начале 1941 года некоторое время занимала должность секретаря отделения КПЮ в Гуче.
После оккупации Югославии Милева в мае 1941 года отправилась в оккупированный Белград и была назначена специальным курьером Политбюро ЦК Коммунистической партии Югославии. Она обязывалась следить за членами Политбюро, которые отправлялись на встречи в городе, доставлять им почту и следить за их квартирами. Она использовала паспорт на имя Веры Станкович, а среди партизан была известна под псевдонимом «Лула». В сентябре она ушла на территорию, освобождённую партизанами, а затем осела в Ужице. После Первого антипартизанского наступления она отправилась в Санджак, а оттуда в Боснию.
До апреля 1943 года Милева находилась при Верховном штабе НОАЮ вместе с членами ЦК КПЮ. Позже её отправили в 1-ю пролетарскую ударную бригаду, включив в политотдел, а летом 1944 года Милева была переведена в 6-ю пролетарскую ликскую дивизию имени Николы Теслы, также в политотдел. Участвовала во всех боях от Сутьески до Сремского фронта. В начале 1945 года отправлена в Белград, назначена секретарём одного райкома КПЮ.
В годы войны Милева Планоевич была делегатом Первого конгресса Женского антифашистского фронта, прошедшего в декабре 1942 года в Босански-Петроваце, послом Антифашистского фронта народного освобождения Сербии и делегатом на учредительном съезде Коммунистической партии Сербии в мае 1945 года.
После освобождения Югославии окончила Высшую партийную школу и продолжила карьеру в политике, занимая различные государственные и партийные посты в Социалистической Республике Сербии. Так, она была секретарём и председателем Государственного контроля Народной Республики Сербии, секретарь Секретариата по общему управлению и бюджету, секретарь Секретариата труда Исполнительного вече НР Сербии, член Исполнительного вече Скупщины НР Сербии, секретарь Центрального вече Союза синдикатов Югославии и т.д..
Планоевич была членом ЦК Союза коммунистов Сербии, с 1966 по 1969 годы входила в Исполком ЦК СК Сербии, входила в Постоянный совет при конференции Союза коммунистов Югославии, избралась в Республиканский комитет Социалистического союза трудового народа Сербии, а также в Союзную скупщину и Скупщину СР Сербии. Работала в Союзе объединений бойцов Народно-освободительной войны Сербии и с 1982 по 1983 годы возглавляла этот Союз, будучи единственной женщиной. Капитан 1-го класса запаса.
Последние годы прожила в Белграде и Чачаке. Умерла 16 мая 2003 года в Чачаке, прах похоронен в семейном склепе в Гуче. Награждена памятной партизанской медалью 1941 года, орденами Братства и единства, «За храбрость» и «За заслуги перед народом».